# Plagioklazy

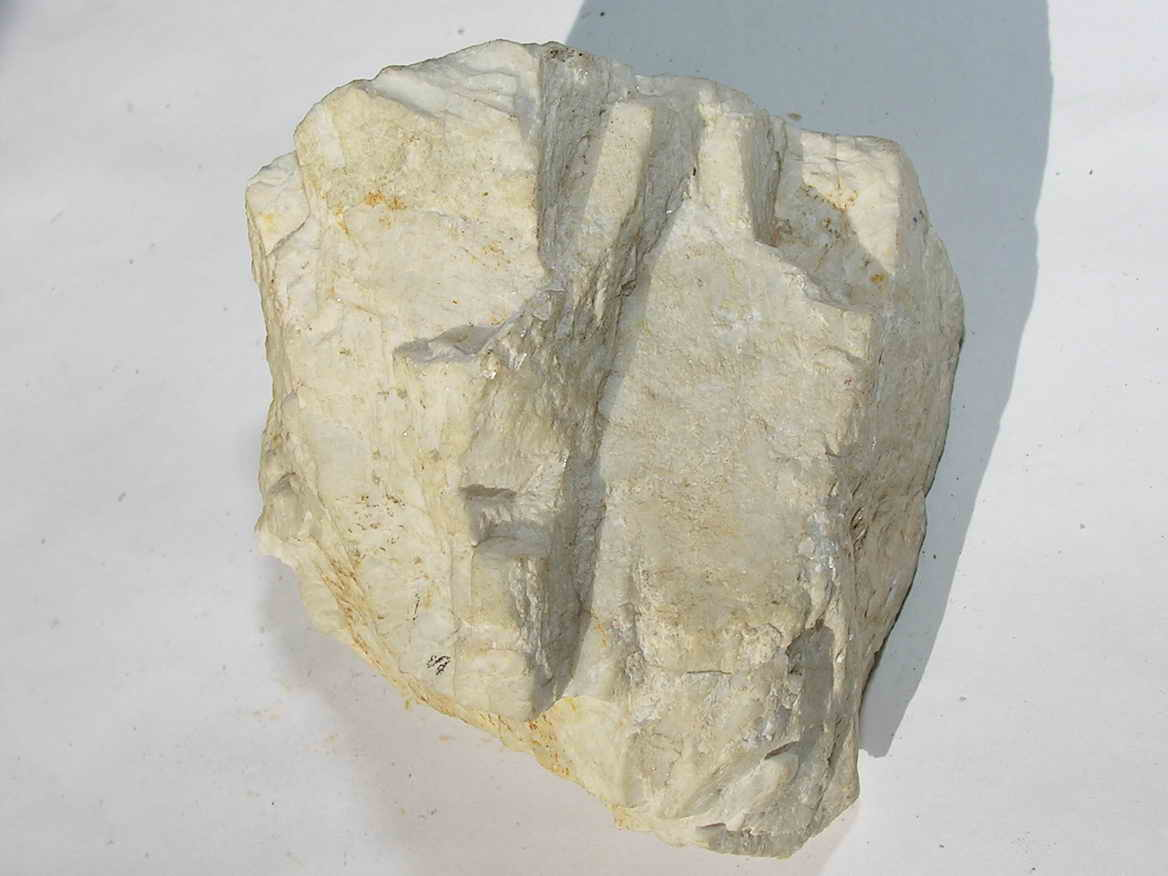
Albit

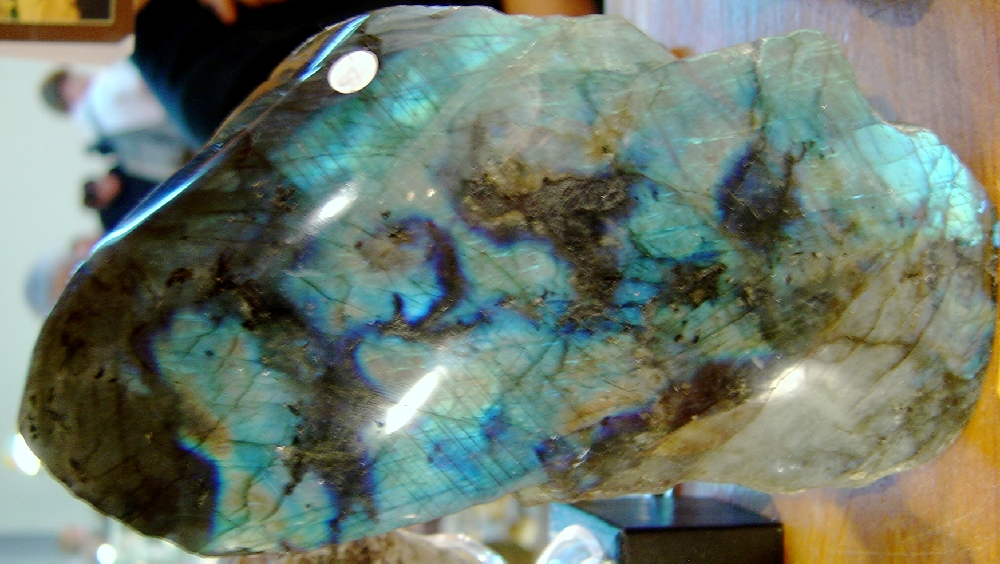
Labrador

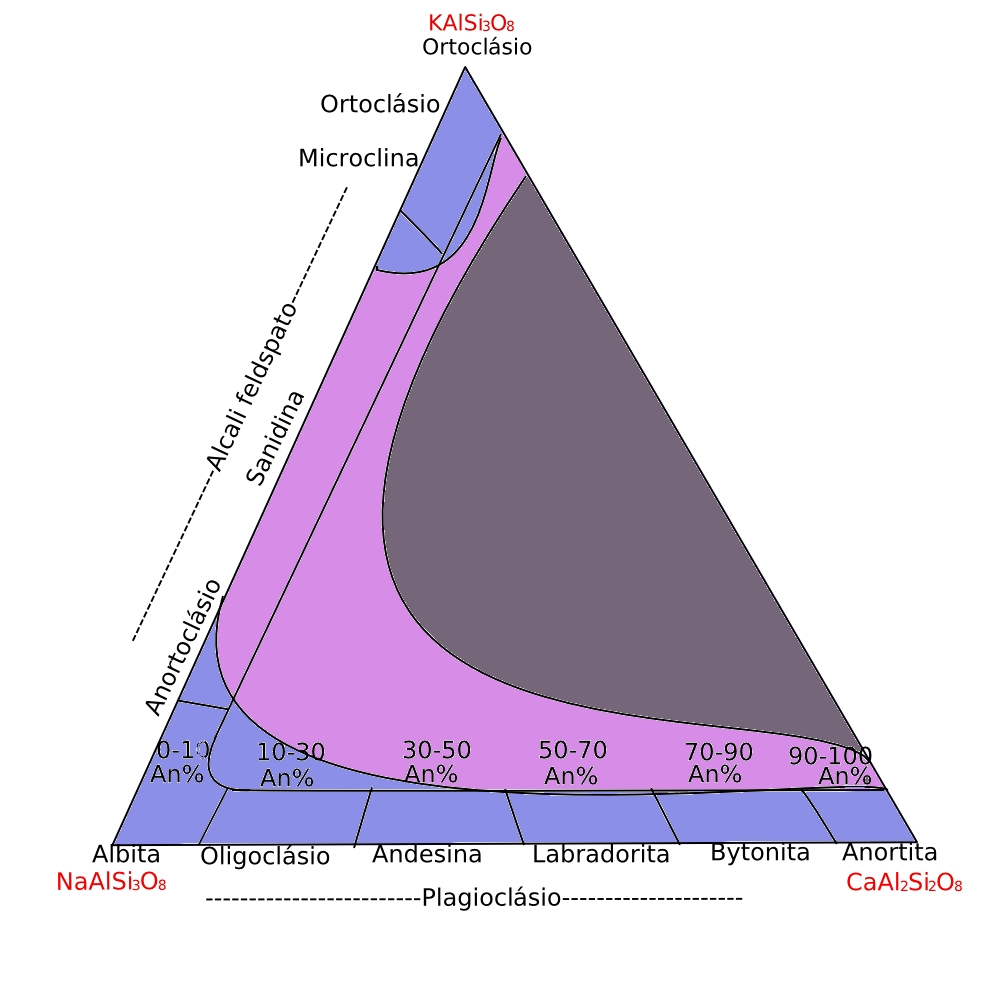
Diagram fazowy plagioklazów i skaleni alkalicznych

Plagioklazy – szereg minerałów skałotwórczych o składzie mieszanym z grupy skaleni (skalenie sodowo-wapniowe).
Nazwa pochodzi z gr. plagios ‘ukośny’ i klao ‘łamię’ (lub klan ‘łamać’), co nawiązuje do kąta między płaszczyznami łupliwości, który jest nieco mniejszy od 90°.

## Charakterystyka
Plagioklazy mają skomplikowaną budowę wewnętrzną, w związku z czym ich podział ma charakter umowny. Na podstawie ilości i wzajemnych proporcji albitu i anortytu w poszczególnych plagioklazach wyróżnia się kolejno (w miarę stopniowego ubywania albitu i jednoczesnego zwiększania się zawartości anortytu):
| Nazwa     | % NaAlSi 3O 8 | % CaAl 2Si 2O 8 |
| --------- | ------------- | --------------- |
| Albit     | 100–90        | 0–10            |
| Oligoklaz | 90–70         | 10–30           |
| Andezyn   | 70–50         | 30–50           |
| Labrador  | 50–30         | 50–70           |
| Bytownit  | 30–10         | 70–90           |
| Anortyt   | 10–0          | 90–100          |

Czyste skalenie sodowe noszą nazwę albitu (wszystkie plagioklazy sodowe) i peryklinu (perykliny są albitami hydrotermalnymi, odpowiednikami adularów z grupy skaleni potasowych).
Układ krystalograficzny – trójskośny

Twardość w skali Mohsa – 6 do 6,5

Łupliwość – doskonała

Rysa – biała

Gęstość – 2,61 do 2,7 g/cm³

Barwa – przezroczysty lub różne barwy

Połysk – szklisty lub perłowy
W kryształach plagioklazów powszechna jest budowa bliźniacza. Plagioklazy bogate w anortyt iryzują niebieskawą barwą. Mają podobną postać i zbliżone własności fizyczne.
Różnią się m.in.:
- składem chemicznym,
- gęstością (2,61 – 2,76),
- niektórymi własnościami optycznymi.

Plagioklaz łatwo wietrzeje, zamieniając się w kaolin. W wysokich temperaturach plagioklazy mają strukturę nieuporządkowaną. Podczas chłodzenia następuje porządkowanie struktur. W niskich temperaturach stabilne są struktury niskiego albitu (low albite) oraz P-anortytu. Struktury te są trwałe, gdy tetraedry AlO5−
4 nie sąsiadują ze sobą (według reguły unikania glinu). Różnice w geometrii komórki elementarnej oraz sposób rozmieszczenia glinu uniemożliwia zmieszanie LA (low Albite) i P-An (P-Anortytu) w ciągły szkielet. Dlatego w plagioklazach tworzą się struktury domenowe.

## Występowanie
Plagioklazy są składnikami większości skał magmowych. Zarówno w skałach magmowych i metamorficznych są dobrym wskaźnikiem warunków spokojnej (powolnej) krystalizacji.
Miejsca występowania:
- perykliny – okolice Rauris k. Salzburga Austria – Tyrol, Szwajcaria – Graubunden;
- albit – druzy pegmatytowe granitoidów strzegomskich i strzelińskich k. Jeleniej Góry, Włochy – Dolomity, Pireneje;
- labrador – gabro Bożkowa i Woliborza (duże kryształy anorytu), k. Nowej Rudy, Dolny Śląsk, Kanada – Labrador, Finlandia – Ojamo, Korsyka, Włochy – Wyspa Cyklopów.

## Znaczenie i zastosowanie
Niektóre człony szeregu plagioklazów są cennymi kamieniami ozdobnymi np. labrador, aventuryn (skaleń aventurynowy), kamień słoneczny.
Do kamieni szlachetnych zaliczane są przezroczyste kryształy andezynu, peryklinu, bytownitu.
Labradoryt (skała złożona z labradoru) jest używany jako kamień ozdobny w pracach budowlanych, zdobi fasady, ramy okien. Służy za kamień nagrobny. Produkty wietrzenia plagioklazu są cennym surowcem ceramicznym.
Skalenie potasowo-sodowe są stosowane w przemyśle ceramicznym jako topniki (produkcja płytek, urz. sanitarnych).